# Fajka

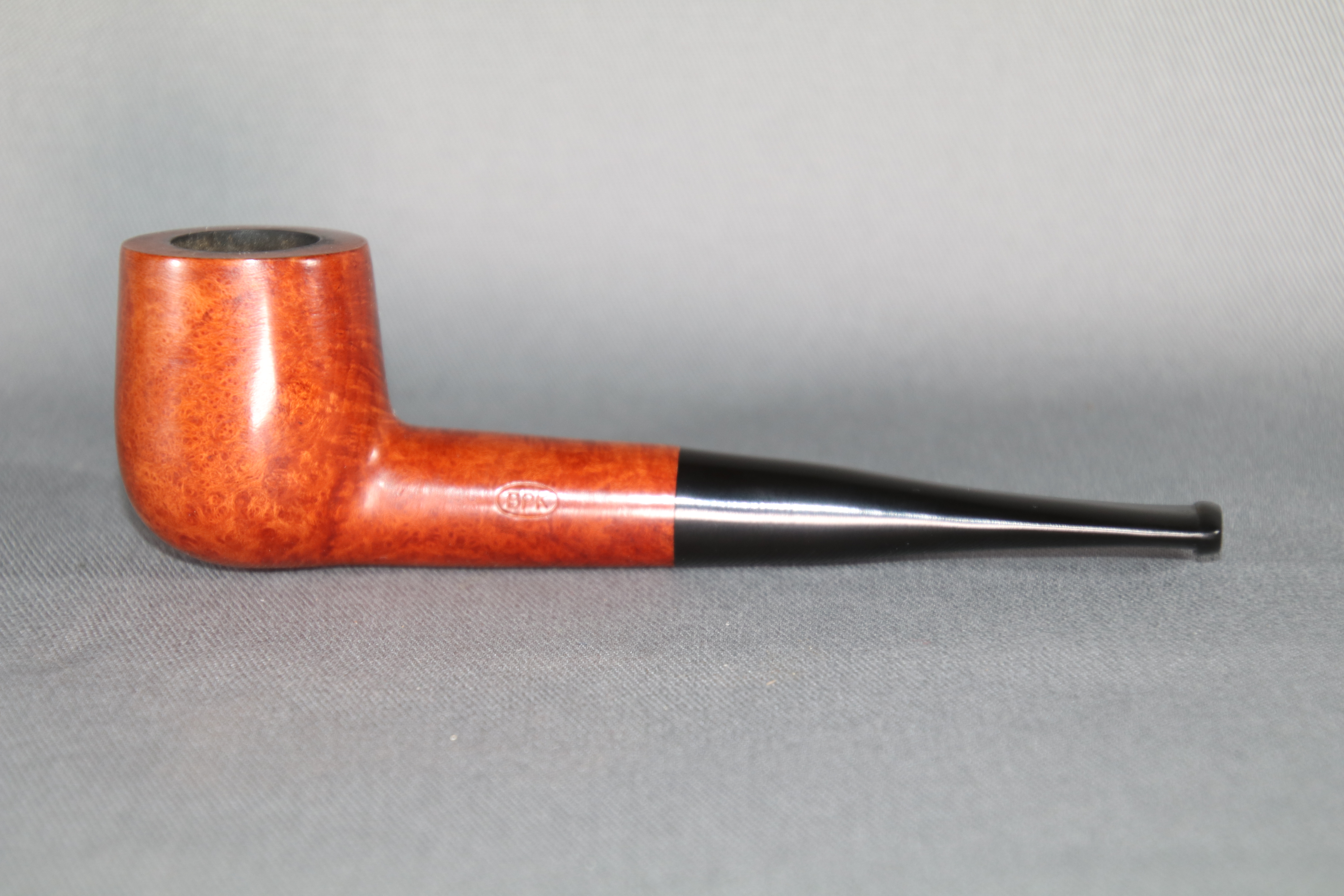
Fajka klasyczna (billard)

Fajka – przedmiot służący do palenia tytoniu lub innych substancji, składający się zwykle z ustnika (rurki, trzymanej w ustach) i główki z kominem (komorą spalania), połączonej z ustnikiem przez szyjkę. Dawniej pomiędzy szyjką a ustnikiem występował jeszcze cybuch, rzadko spotykany już w fajkach współczesnych.
Wytwórca fajek to fajkarz, a ich użytkownik to fajczarz.

## Historia
Fajka jest prawdopodobnie najstarszym przyrządem służącym do wdychania dymu żarzącego się tytoniu lub innych substancji roślinnych.
O Scytach wdychających dym przy pomocy fajek wspominał Herodot w V w. p.n.e. Od Scytów palenie fajki przejęli Germanie, Galowie, Rzymianie i Grecy.
Palono w fajkach głównie zioła odurzające, prawdopodobnie z gatunku konopi. Fajki do palenia substancji odurzających i narkotycznych znane były także na Dalekim Wschodzie.

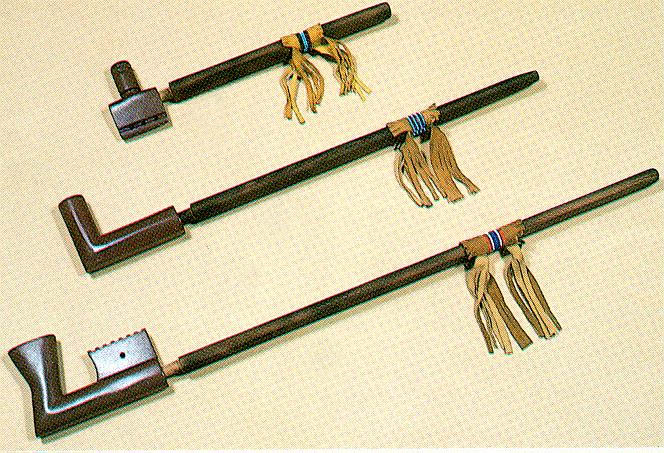
Fajki indiańskie

Fajki gliniane lub kamienne znane były w Ameryce prekolumbijskiej. Palono w nich tytoń oraz różnego rodzaju zioła. Konstrukcja prekolumbijskich fajek była zwykle podobna do fajki współczesnej, ale istniały też warianty o rozdwojonym cybuchu, umożliwiające wdychanie tytoniu przez nos, a nie przez usta. Fajki prekolumbijskie często miały kształty antropomorficzne.
Wprowadzony do Europy przez XVI-wiecznych żeglarzy indiański zwyczaj palenia tytoniu zyskał szybko dużą popularność. Palenie w fajce (od ok. 1570 roku) było przez ponad trzy stulecia głównym sposobem konsumpcji tytoniu. Inne metody, jak żucie, zażywanie tabaki, palenie cygar, były w niektórych okresach czasem bardziej popularne, ale palenie fajki historycznie miało dominujące znaczenie.
Początkowo Europejczycy stosowali fajki gliniane, wzorowane na indiańskich, szybko jednak wykształciły się dwa klasyczne typy: angielski i holenderski – oba o długim cybuchu lecz różniące się kształtem główki. Te typy fajek, szczególnie popularne w XVII – XVIII wieku, znane są m.in. z dzieł dawnego malarstwa, szczególnie mistrzów niderlandzkich.

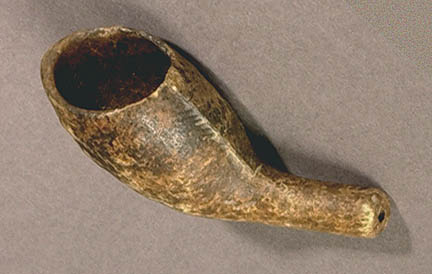
Fragment glinianej fajki z XVIII wieku

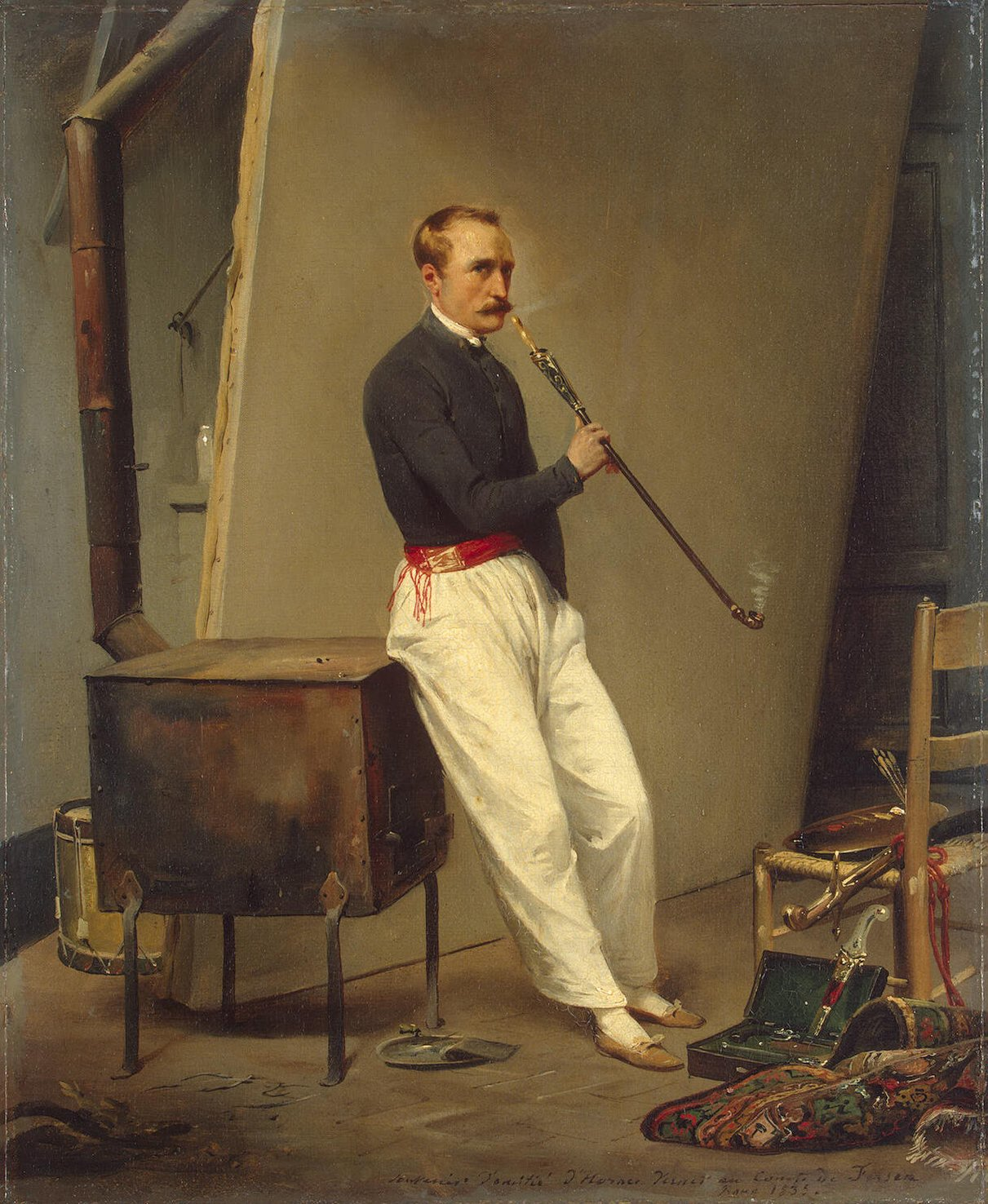
Autoportret Horacego Verneta z długą fajką

Fajki gliniane, zazwyczaj wykonywane z białej gliny kaolinowej, miały wiele zalet: żaroodporność, neutralność smaku i zapachu, wysoką absorpcję wilgoci, niską cenę, ale jedną zasadniczą wadę – kruchość. Żartowano w owych czasach, że jest to „fajka, po którą nie trzeba się schylać, gdy upadnie”. Dlatego powszechnie sprzedawano je w wiązkach od sześciu sztuk do tuzina.
Od końca XVII wieku zaczęły zdobywać popularność fajki gliniane typu tureckiego, o cybuchach drewnianych lub łączonych z drewna, kości lub rogu. Wprowadzenie główek porcelanowych, trwalszych niż gliniane, ale mniej porowatych i mniej absorbujących powstającą podczas palenia gorzką ciecz, było powodem powstania konstrukcji popularnej do dziś w ludowych fajkach niemieckich i austriackich. Główka fajki łączona była z cybuchem przy pomocy elementu spełniającego jednocześnie funkcję pojemnika na nieprzyjemne uboczne produkty palenia. Tego typu fajki, często o niezwykle długich cybuchach (nawet do 1 metra), popularne były wśród XIX-wiecznych artystów, pisarzy, studentów, zwłaszcza w centralnej Europie. Porcelanowe główki tych fajek, zamykane metalowymi, ażurowymi klapkami, były często bogato zdobione wizerunkami herbów, scenami rodzajowymi lub myśliwskimi, symbolami patriotycznymi, wojskowymi i sentencjami.
W Niemczech popularne były w XIX i na początku XX wieku tak zwane fajki rezerwisty, ozdobione emblematami wojskowymi lub patriotycznymi, palone przy okazji świąt pułkowych, ćwiczeń wojskowych lub spotkań rezerwistów.
W 1723 Karol Kovács, rzemieślnik z Budy, użył jako pierwszy do wyrobu fajki nowego surowca – sepiolitu, czyli tzw. pianki morskiej. Ten minerał o drobnoporowatej strukturze, bardzo lekki i łatwy w obróbce, został popularnym materiałem fajczarskim w XVIII i XIX wieku. Świetnie nadający się do precyzyjnego rzeźbienia, o biało-kremowej barwie, zyskującej z czasem piękną patynę, znalazł zastosowanie głównie w wyrobie fajek luksusowych, często w połączeniu z bursztynowymi ustnikami i okuciami ze szlachetnych metali. Do szczególnej maestrii w wykonywaniu fajek z pianki morskiej doszli rzemieślnicy austro-węgierscy, zwłaszcza wiedeńscy. Z sepiolitu powstawały fajki, które w XVIII wieku sprowadzano z Turcji do Polski. Wyczerpanie złóż sepiolitu w Turcji, skąd importowano surowiec, w połowie XIX wieku spowodowało spadek produkcji. Po odkryciu nowych bogatych złóż w Afryce w połowie XX wieku wznowiono produkcję. Zainteresowanie tym typem fajek jest obecnie głównie kolekcjonerskie.
Na początku XIX wieku odkryto nowy, zdaniem większości fajczarzy, najdoskonalszy surowiec – korzeń wrzośca drzewiastego (Erica arborea). W późniejszym okresie wykorzystywano często inne drzewa: owocowe – grusza (szczególnie popularna w Polsce), wiśnia, czereśnia, a także inne gatunki drzew jak: dąb, czarny dąb („skamieniały dąb”), buk. Jednak odkryty na Korsyce, a występujący w całym regionie śródziemnomorskim, korzeń wrzośca charakteryzował się niespotykanymi wcześniej walorami. Fajki z tego materiału, po właściwym opaleniu, zachowują na zawsze lekki aromat pierwszego palonego tytoniu. Korzeń wrzośca zawiera dużo odpornych na wysoką temperaturę związków krzemu, dlatego fajki te mają długą żywotność, pod względem odporności na przepalenie przewyższają je tylko fajki z czarnego dębu. Wrzosiec jest jednocześnie gorszym przewodnikiem ciepła niż ceramika, stąd rozgrzana główka fajki nie parzy dłoni. Zaletami wrzośca są też dobra absorpcja wilgoci, dobra odporność mechaniczna i piękny rysunek struktury drewna (który jednak zależy od jakości surowca). Fajki wrzoścowe zaopatruje się najczęściej w ustniki z czarnego tworzywa sztucznego, niekiedy z rogu lub bursztynu.
Pierwsza manufaktura wykorzystująca wrzosiec (fr. la bruyère, ang. briar) powstała w Saint-Claude w departamencie Jura w 1858. Wyroby sygnowane nazwą tej miejscowości wciąż zaliczają się do najlepszych na świecie. Wytwórnie fajek z wrzośca powstały wkrótce w prawie całej Europie. Do czołowych, pod względem jakości, producentów bruyerek należą dziś Wielka Brytania, Dania, Niemcy, Włochy, Francja, Stany Zjednoczone, Kanada, Słowacja i Irlandia. W Polsce fajki wrzoścowe zaczęła produkować w niewielkich ilościach firma Wincentego Swobody z Przemyśla. Po II wojnie światowej jego uczniowie z Ludwikiem Walatem na czele rozpoczęli produkcję bruyerek na większą skalę. Obecnie fajki przemyskie produkuje kilka firm, w większości wyrosłych z tradycji warsztatu W. Swobody. Wiele ich modeli stanowi dzieła sztuki fajczarskiej na światowym poziomie, tak pod względem surowca i wykonania, jak i autorskiego, oryginalnego wzornictwa.
Specyficznym modelem fajki, łączącym kilka wspomnianych surowców, jest powstała w Anglii pod koniec XIX wieku fajka z afrykańskiej tykwy calabash. Stożkowaty fragment tykwy, mocno wygięty, wypełniony jest w części stanowiącej główkę morską pianką, natomiast krótki fragment cybucha robiony jest zazwyczaj z wrzośca. Często nazywana jest ona fajką Sherlocka Holmesa.
Fajki pozaeuropejskie wykonywane są z różnych materiałów. Na Dalekim Wschodzie przeważają fajki metalowe, o niewielkich główkach, zarówno w fajkach do palenia opium jak i tytoniu. Fajki Czarnej Afryki robione są najczęściej z drewna, często z hebanu. Fajki w Afryce Północnej są najczęściej gliniane, z drewnianymi cybuchami, a szczególnie popularne w tym regionie fajki wodne metalowe lub ceramiczno-metalowe. Koczownicze ludy Syberii i Ameryki Północnej robiły fajki także z kamienia, rogu, kości, drewna i gliny.
Fajki niższej jakości robi się też z drewna drzew liściastych lub krzewów, szczególnie czereśni i gruszy. Tanie (i niezbyt trwałe) fajki wykonywane są także z innych roślin, np. z dyni, tykwy, kolb kukurydzy. Fajki z kaczana kukurydzy, poddanego dwuletniemu suszeniu i impregnowanemu rozrzedzoną gliną, popularne są szczególnie na południu Stanów Zjednoczonych, zwłaszcza w Missouri. Mimo nietrwałości są lubiane, gdyż zapewniają komfort chłodnego i suchego palenia. Żywotność ich bywa niekiedy przedłużana drobną monetą wciśniętą na dno główki. Palone początkowo przez czarnoskórych w czasach niewolnictwa, i prawdopodobnie przez nich wymyślone, później były popularne m.in. wśród farmerów i traperów. Z kukurydzianą fajeczką widywano także często generała MacArthura.

## Budowa

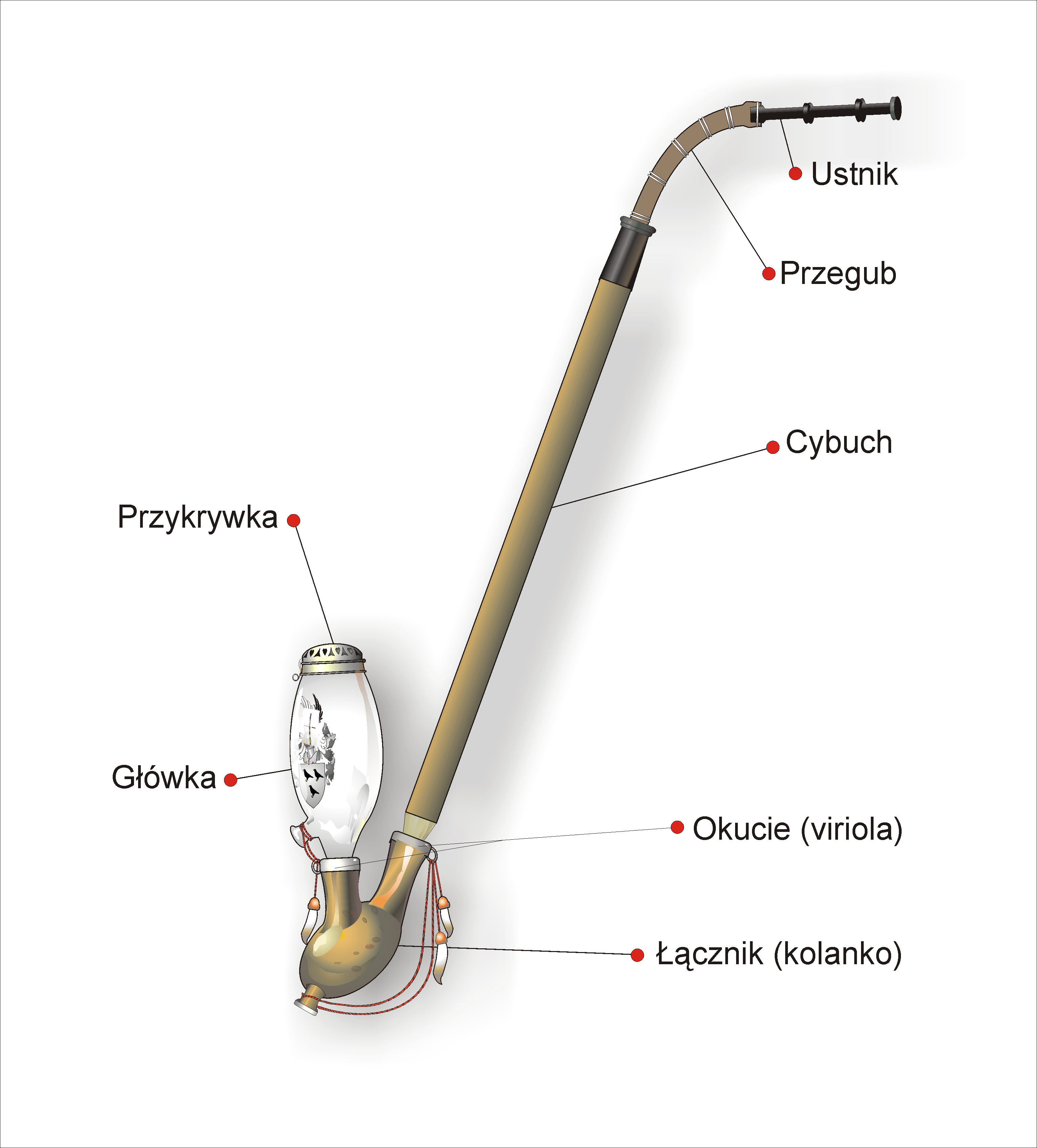
Budowa fajki typu niemieckiego

Fajki, ze względu na budowę można podzielić na dwie grupy: fajkę współczesną i fajkę niemiecką.
Fajka współczesna składa się z elementów zewnętrznych i wewnętrznych.
Widoczne elementy fajki współczesnej (klasycznej) to :

- główka
- szyjka
- krawędź
- pierścień
- ustnik
- czop
- zgryz
- końcówka.

Elementy niewidoczne:

- komin
- kanał dymowy
- gniazdo czopa
- komora filtra.

Fajka niemiecka składa się z:
- główki (porcelanowej)
- łącznika (kolanka)
- cybucha – rurki wychodzącej z główki, czasem dołączanej (drewnianej, bambusowej, kościanej, metalowej), czasem stanowiącej z nią monolit; w niektórych typach fajek (np. wodnych) cybuch jest elastyczny, wykonywany z gumy, skóry lub tworzywa sztucznego.
- przegubu
- ustnika – części fajki trzymanej w ustach, niekiedy stanowi część cybucha. Ustniki wykonywane są często z materiałów gładkich i odpornych na wilgoć, m.in. z parakauczuku, ebonitu, tworzyw sztucznych, rogu, kości, bursztynu, drewna, metalu, szkła. Zakończenia bywają różne, zazwyczaj mające na celu komfort trzymania fajki w ustach i łatwe do uchwycenia zębami. W fajkach wrzoścowych zwykle spłaszczone, w kształcie rybiego ogona, z wyraźnym stopniem na krawędzi dla wygodnego uchwytu. Fajki wodne mają ustniki najczęściej o kształcie oliwki. Istnieją liczne konstrukcje regionalne w fajkach ludowych lub etnicznych, a także w bruyerkach. Niektóre wzory mają otwór kierujący dym w górę, w stronę podniebienia, dla uniknięcia szczypania w język.

Inne części fajki to:
- klapka zamykająca główkę – występuje w wielu wzorach fajek, ceramicznych, drewnianych, z pianki morskiej, wrzoścowych. Zazwyczaj wykonywana z metalu, w formie często ażurowej okrągłej przykrywki, umocowanej małymi zawiasami i zamykanej sprężynującym zatrzaskiem. Ułatwia palenie fajki przy silnym wietrze lub deszczu. Szczególnie popularna w niemieckich i austriackich fajkach ludowych. Spotyka się również klapki nakładane na fajkę w zależności od potrzeby i pogody.
- skuwka – obrączka z metalu, często szlachetnego, wzmacniająca i ozdabiająca zakończenie cybucha, zwłaszcza wrzoścowego. Bywa ozdabiana monogramem lub ornamentalnym grawerunkiem.
- elastyczne łączniki – stosowane głównie w długich fajkach składanych, częste zwłaszcza w typach ludowych fajek niemieckich. Łączą ustnik z cybuchem, czasem dwie części cybucha. Wykonywane dawniej ze skóry wzmocnionej elastyczną plecionką metalową, obecnie często z gumy lub tworzywa.
- obsada główki (kolanko) – element łączący główkę z cybuchem w fajkach składanych. Wykonywana z drewna (często wrzośca) rogu, kości, ceramiki. Czasem zaopatrzona w gumowe lub skórzane uszczelki. Zwykle ma przymocowane drobne pierścienie (oczka) do przywiązania sznurka zabezpieczającego konstrukcję. Pełni zazwyczaj również funkcję zbiornika na powstającą podczas palenia nieprzyjemną, gorzką ciecz.
- filtr – element mający częściowo pozbawiać dym szkodliwych właściwości, umieszczany zwykle w końcówce cybucha lub ustnika. Bywają proste filtry metalowe, skraplające nadmiar wilgoci w dymie, mineralne, chemiczne lub podobne do filtrów papierosowych. Większość filtrów należy wymieniać po jednym lub dwóch użyciach.
- pojemnik na wodę – stosowany w fajkach wodnych, metalowy, ceramiczny lub szklany, różnego kształtu w zależności od typu i konstrukcji, zwykle butelkowaty lub w formie dzbana.

## Rodzaje

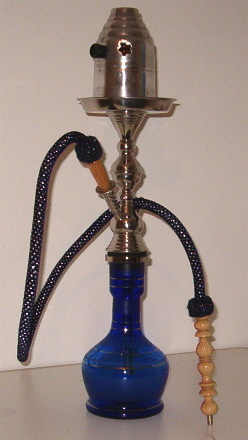
Szisza – fajka wodna

- Według materiału: drewniane (wrzoścowe, z gruszy, dębu, czarnego dębu, wiśniowe itp.), ceramiczne (gliniane, porcelanowe), mineralne (kamienne, z pianki morskiej, bursztynowe), metalowe, szklane, kościane (kość słoniowa, róg), z owoców (kukurydzy, tykwy)
- Według konstrukcji[5] .
  - fajki klasyczne – jednoelementowe lub składane (z dwóch części główka z szyjką i ustnik, lub wieloczęściowe, złożone z rozdzielnych główki, cybucha, ustnika i łączników)
  - fajki wodne (nargila, szisza, hooka, bongo) – w których dym filtrowany jest przez wodę, popularne w krajach islamskich i Indiach.
- Według zastosowania: fajki do tytoniu, fajki do narkotyków (opiumowe, haszyszowe)
- Fajki drewniane mają wiele wzorów, szczególnie nowoczesnego, autorskiego wzornictwa, ale wciąż bardzo popularne są warianty podstawowych, klasycznych modeli, w większości pochodzących z Wielkiej Brytanii[6]:
  - Billard – walcowata główka łączy się z prostym, okrągłym w przekroju cybuchem. Występuje również w wersji wygiętej zwanej Bent lub Bent Billard.
  - Dublin – smuklejsza od billarda, ma nieco dłuższy ustnik i lekko rozszerzającą się ku górze główkę. Występuje również w formie wygiętej Bent Dublin.
  - Pot – podobny do billarda, ale główka szersza i masywniejsza.
  - Stand-up poker – wersja billarda ze ściętym płasko spodem główki, co umożliwia odstawienie fajki np. na stole.
  - Church-Warden (‘kościelny’) – wzorowana kształtem na klasycznych fajkach glinianych. Nazwa pochodzi od podobieństwa kształtu fajki do kapturka na długim drążku, którym gasi się w kościele świece. Church-Warden nie jest wzorem fajki, ale typem fajki, który najczęściej powstaje przez dodanie do fajki długiego cybucha lub wydłużonego ustnika[6].
  - Lovat – główka jak w billardzie, ale dłuższy cybuch i bardzo krótki ustnik, spłaszczony (siodełkowaty)

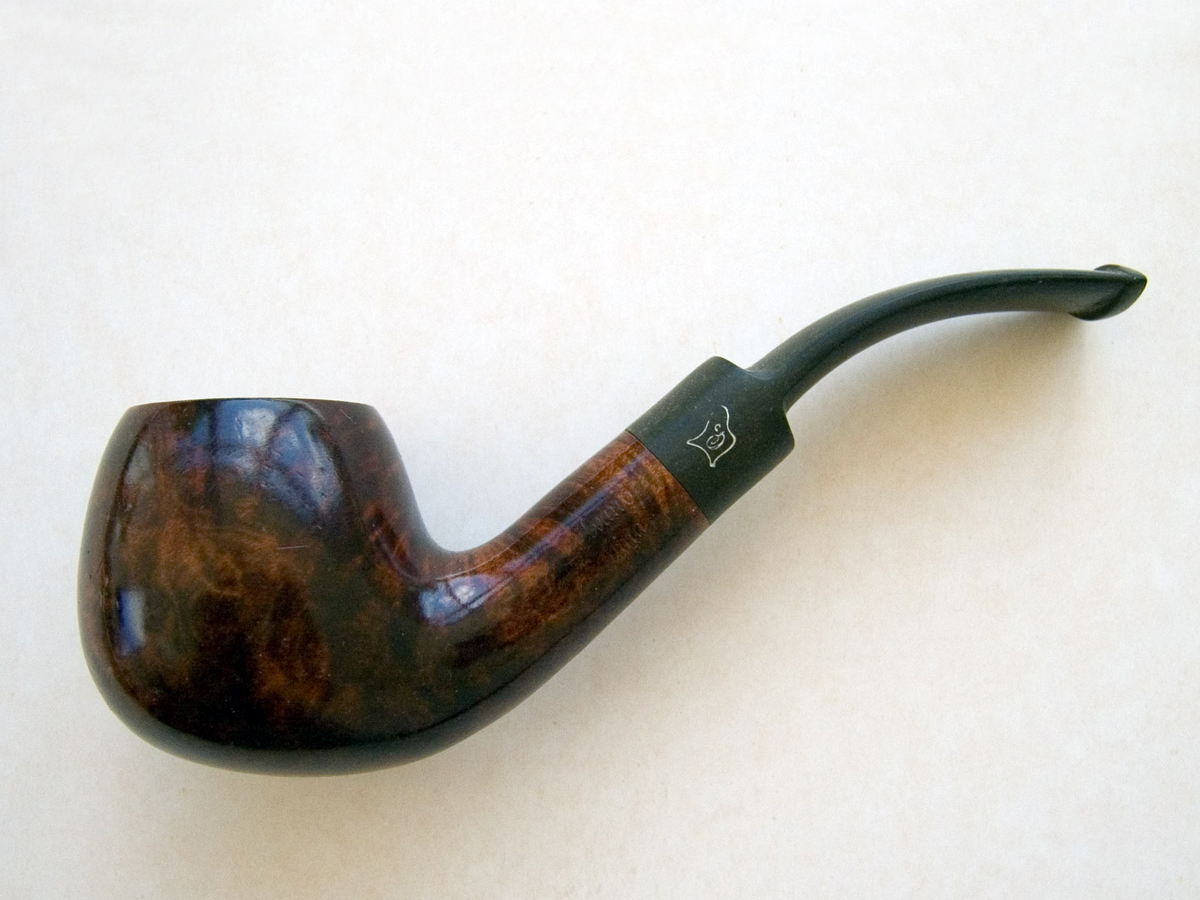
Fajka typu bent

- - Liverpool – jak lovat, ale ustnik okrągły.
  - Apple – kulista główka, zwarta budowa fajki
  - Prince – kulista główka, lekko wygięty, smukły cybuch i ustnik
  - Bulldog – główka o kształcie dwóch ściętych stożków złączonych szerszymi podstawami, cybuch i ustnik o przekroju czworokątnym. W postaci zgiętej, jako Bent Rhodesian, Bent Bulldog.
  - Army – główka jak w billardzie, ale ustnik zakończony stożkowato wetknięty w otwór cybucha, zabezpieczony metalową skuwką, a nie połączony z cybuchem, jak w większości wzorów, przy pomocy krótkiego, walcowatego czopa. W wersji wygiętej jako Bent Army. Model wywodzi się od konstrukcji znanej irlandzkiej fajki „Dr Petersen”.
  - Bent Albert – elegancko wygięte główka i ustnik, klasyczny wzór angielski z poł. XIX w., nazwany od księcia Alberta, męża królowej Wiktorii

## Sztuka palenia
W wielu krajach, zwłaszcza w Europie, palenie fajki uważane jest nie tylko za nałóg, ale i sztukę. Wiąże się z tym powszechne postrzeganie palenia fajki jako bardziej szlachetnej formy zażywania tytoniu niż palenie papierosów. Prawdopodobnie związane jest to ze szczególną popularnością fajki w Wielkiej Brytanii i stereotypowym wyobrażeniem typowego gentlemana z fajką. Palenie fajki ma kilka obiektywnie dostrzegalnych pozytywnych cech. Jest mniej szkodliwą formą palenia tytoniu, ponieważ palacz fajki zaciąga się dymem dużo rzadziej niż palacz papierosów, albo nawet wcale. Prawidłowe palenie fajki wymaga ćwiczenia charakteru, spokoju wewnętrznego, opanowania i cierpliwości. Dym fajkowy jest zwykle mniej uciążliwy dla otoczenia, a niekiedy bywa odbierany pozytywnie nawet przez osoby niepalące. Sztuka palenia fajki najczęściej wiązana jest z fajkami wrzoścowymi, jako uznawanymi za najbardziej szlachetne i jednocześnie wymagające.
Sztuka palenia fajki uczy trzech podstawowych rzeczy – prawidłowego opalania nowej fajki, prawidłowego palenia i konserwacji fajki.

### Opalanie
Polega na wytworzeniu na wewnętrznych ściankach główki nowej fajki (buyerki) warstewki tzw. nagaru, tj. osadu spalonego tytoniu i spalonego drewna, spieczonego na jednorodną masę. Nagar ma dwa ważne zadania – ochronę drewna fajki przed dalszym zwęglaniem i absorpcję nadmiaru wilgoci powstałej przy paleniu. Ponadto nagar prawidłowo opalonej fajki wrzoścowej zachowuje delikatny aromat pierwszego palonego w niej tytoniu.
Podstawową zasadą opalania jest powolne, delikatne spalanie tytoniu, początkowo wypełniającego 1/3 potem 1/2, a na końcu całą objętość fajki. Dobre opalenie fajki wymaga często kilkudziesięciu paleń, a ponieważ fajka po każdym powinna odpoczywać przynajmniej dobę, bywa to proces czasochłonny.
Szkodliwym przesądem są teorie o konieczności smarowania wnętrza nowej fajki miodem lub cukrem dla przyśpieszenia opalania.
Fajki z innych materiałów nie wymagają tak pieczołowitego opalania i nowe są w zasadzie już gotowe do użytku. Wyjątkiem jest fajka z pianki morskiej, której powolne opalanie, choć bez wpływu na walory użytkowe, nadaje główce piękną patynę, podobną barwą do starej kości słoniowej.
Z opalaniem i paleniem wiąże się sposób podpalania ładunku tytoniu w główce fajki. Do XVIII wieku szczególnie popularne były szczypczyki do chwytania kawałka żarzącego węgla (np. z kominka), którym dotykano powierzchnię tytoniu, lub umieszczano go na cały czas palenia w główce – szczególnie w przypadku tytoni bardzo wilgotnych. W XIX wieku popularne były fidibusy, nawoskowane pałeczki skręcone z papieru, zapalane od świec lub ognia w kominku. Od chwili wynalezienia zapałek to one dzierżyły prym wśród sposobów zapalania fajki. Do dziś są stosowane w zawodach palenia fajki, gdzie zwykle uczestnik ma do dyspozycji dwie lub trzy zapałki. W XX wieku zaczęły się pojawiać specjalne zapalniczki do fajek, różniące się od zwykłych możliwością wygodnego skierowania płomienia w dół, w kierunku tytoniu. Znawcy fajek nie zalecają zapalania od świecy, gdyż dostanie się wosku, stearyny czy parafiny do wnętrza fajki może na długi czas zepsuć smak palonego tytoniu.

### Palenie
Palenie fajki stanowi pewien rytuał, związany z prawidłowym naładowaniem tytoniu do główki, jego odpowiednim ubiciem, właściwym rozżarzeniem i paleniem.
Tytoń powinien być układany w główce fajki spiralnie, stąd tytonie fajkowe zwykle charakteryzują się cięciem na dłuższe włókna niż inne. Na dole główki warstwa tytoniu powinna pozostać mało ubita, a mocniej w wyższych warstwach. Prawidłowe nabicie fajki jest niełatwą sztuką, a ma duże znaczenie dla prawidłowego palenia.
Palenie fajki powinno być suche, bez wciągania wilgoci z głębi cybucha, i delikatne. Dym powinien być wciągany pociągnięciami tak delikatnymi, aby tylko podtrzymać żar tytoniu. Wciąganie dymu do płuc (zaciąganie się) nie powinno być częstsze niż raz na kilkanaście pyknięć.
Nie wolno dopuścić do zbytniego rozgrzania fajki, dlatego niewskazane jest silne wciąganie i wydmuchiwanie dymu przez fajkę. Temperaturę i jakość żarzenia powinno się regulować delikatnym ubijaniem warstwy popiołu. Służą do tego specjalne przyrządy, nazywane niezbędnikami, ubijaczami lub stoperami. Przy zbyt mocnym rozgrzaniu główki fajki powinno się lekko ubić warstwę żaru i popiołu, delikatnym pyknięciem podtrzymać żar i dać fajce chwilę odpocząć.
Zasadą jest jak najwolniejsze spalanie tytoniu. Organizowane w wielu krajach zawody w paleniu fajki (także w konkurencjach ogólnoeuropejskich i światowych) polegają właśnie na jak najdłuższym paleniu porcji (zwykle 3 gramów) tytoniu, przy możliwości jedynie dwukrotnego (rzadziej trzykrotnego) jego podpalenia. Mistrzowskie wyniki przy tej wadze ładunku osiągają nawet ponad trzy godziny. Mistrzostwa palenia fajki organizowane są zarówno w kategorii panów, jak i pań.
Wypalona fajka powinna zostać opróżniona z najmniejszych resztek tytoniu i popiołu i pozostawiona dla odpoczynku na co najmniej dobę.
W fajkach wodnych stosuje się inną zasadę palenia, z uwagi na stosowany bardzo wilgotny tytoń. Komora spalania jest w nich otaczana rozżarzonym węglem drzewnym, podgrzewającym masę tytoniową w celu ułatwienia palenia. Żarzące się węgielki bywały też używane w fajkach europejskich, zwykle w glinianych.
Fajki do palenia innych substancji, np. marihuany, haszyszu czy opium, palone są najczęściej w inny sposób, zwykle przez częste podpalanie lub rozżarzanie zawartości. Nie obowiązuje też w nich tradycyjna dla fajek tytoniowych zasada niezaciągania się.

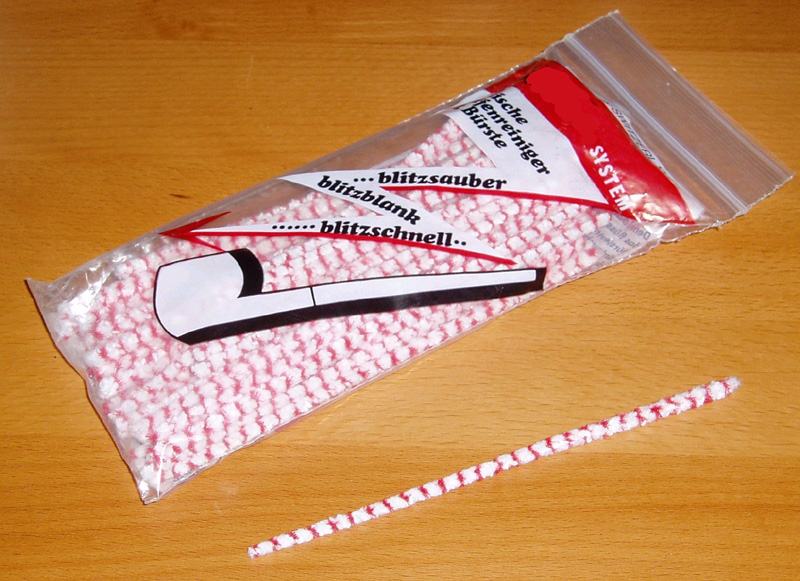
Wyciorki do fajki

### Konserwacja
Niektóre modele fajek renomowanych firm mogą osiągać ceny kilkuset do kilku tysięcy złotych, a ponieważ każda zaniedbana fajka, niezależnie od ceny, przestaje palaczowi smakować, ważną rzeczą jest umiejętność jej konserwacji.
Wymaga to systematyczności i cierpliwości. Niezbędne jest usuwanie co jakiś czas nadmiaru nagaru, czyszczenie przewodu cybucha i ustnika, polerowanie ustnika i główki. Służą temu specjalne przybory – wyciorki bawełniane, frezy lub zaadaptowane inne przedmioty (np. spinacze biurowe, ptasie pióra). Producenci fajek oferują także szeroki wachlarz substancji polerujących i barwiących części drewniane i ustnik.

### Tytonie fajkowe
W fajkach palone są różne substancje, głównie pochodzenia roślinnego. Najpopularniejszy, zwłaszcza w kręgu kultury europejskiej, jest tytoń.
Tytoń fajkowy różni się od papierosowego sposobem przygotowania, krajania i wilgotnością. Jest z reguły grubiej cięty, często dzięki sprasowaniu warstw liści sprawia wrażenie mięsistości.
Tytonie fajkowe mogą występować w postaci konkretnych gatunków tytoniu, do samodzielnego mieszania (virginia, latakia, perique i in.), jako gotowe mieszanki, charakteryzujące się specyficznym aromatem lekko przefermentowanego tytoniu, niekiedy aromatyzowane. Klasycznymi dodatkami zapachowo-smakowymi do tytoniu są szlachetne alkohole (whisky, winiak, śliwowica), suszone owoce i zioła (śliwki, płatki róży), miód, przyprawy (wanilia) i syropy owocowe. Podstawę mieszanek aromatyzowanych stanowi najczęściej Burley połączony z Cavendishem (nie jest to gatunek tytoniu, ale rodzaj). Latakia, tytoń pochodzący z Bliskiego Wschodu nazwany od syryjskiego miasta, stanowi dodatek do mieszanek. Virginia jest gatunkiem tytoniu, który można palić samodzielnie, często stosuje się ją do opalania fajki, stanowi także podstawę wielu mieszanek aromatyzowanych .
Wielu fajczarzy samodzielnie przygotowuje własne mieszanki tytoniu, z własnymi dodatkami. Niektóre firmy tytoniowe oferują tytonie niemieszane, w różnych gatunkach, specjalnie dla tego celu.
Występują tytonie o różnym sposobie krajania, często wynikłym z tradycyjnego sposobu produkcji – np. talarki, plasterki, krajanie krótkie lub długie.
Spotyka się również tytonie prasowane, w postaci prostopadłościennych, twardych kostek, bardziej wysuszone niż zwykły tytoń fajkowy, wymagające odskrobania lub odłamania porcji, i nawilżenia jej przed paleniem, zwykle przy pomocy śliny.
Tytonie fajkowe mają zwykle większą zawartość nikotyny i substancji smolistych (są mocniejsze) niż tytonie papierosowe, ale nie jest to zwykle odczuwane przez palacza jako dyskomfort, z uwagi na dużą wilgotność tytoniu, niższą temperaturę żarzenia i rzadkie zaciąganie się dymem.
Prócz tytoniu w fajkach bywają palone aromatyczne zioła lub liście, m.in. eukaliptusa, mięty lub winorośli, a także substancje odurzające i narkotyczne – konopie, haszysz, opium, crack, kokaina lub ich mieszanki, np. z tytoniem. Palenie innych substancji niż tytoń wywodzi się głównie z kultur pozaeuropejskich.
W czasach PRL dobrej jakości tytonie fajkowe dostępne były głównie w sklepach Pewexu i Baltony. Były to głównie tytonie holenderskie Amphora firmy Douwe Egberts, w odmianach zielonej (bogaty aromat), czerwonej (pełny aromat), niebieskiej (lekki aromat) i brązowej (naturalny zapach tytoniu), Clan, firmy Theodor Niemayer oraz tytoń amerykański Prince Albert. Krajowe tytonie – Przedni, Najprzedniejszy i Bosman były tytoniami niskiej jakości, w związku z czym zwykle były uszlachetniane przez fajczarzy domowymi sposobami, przez aromatyzowanie i mieszanie z tytoniami importowanymi.
Obecnie dostępny jest w trafikach szeroki asortyment tytoni fajkowych importowanych, a także krajowych o jakości dużo lepszej niż dawne produkty.

## Obecność w kulturze

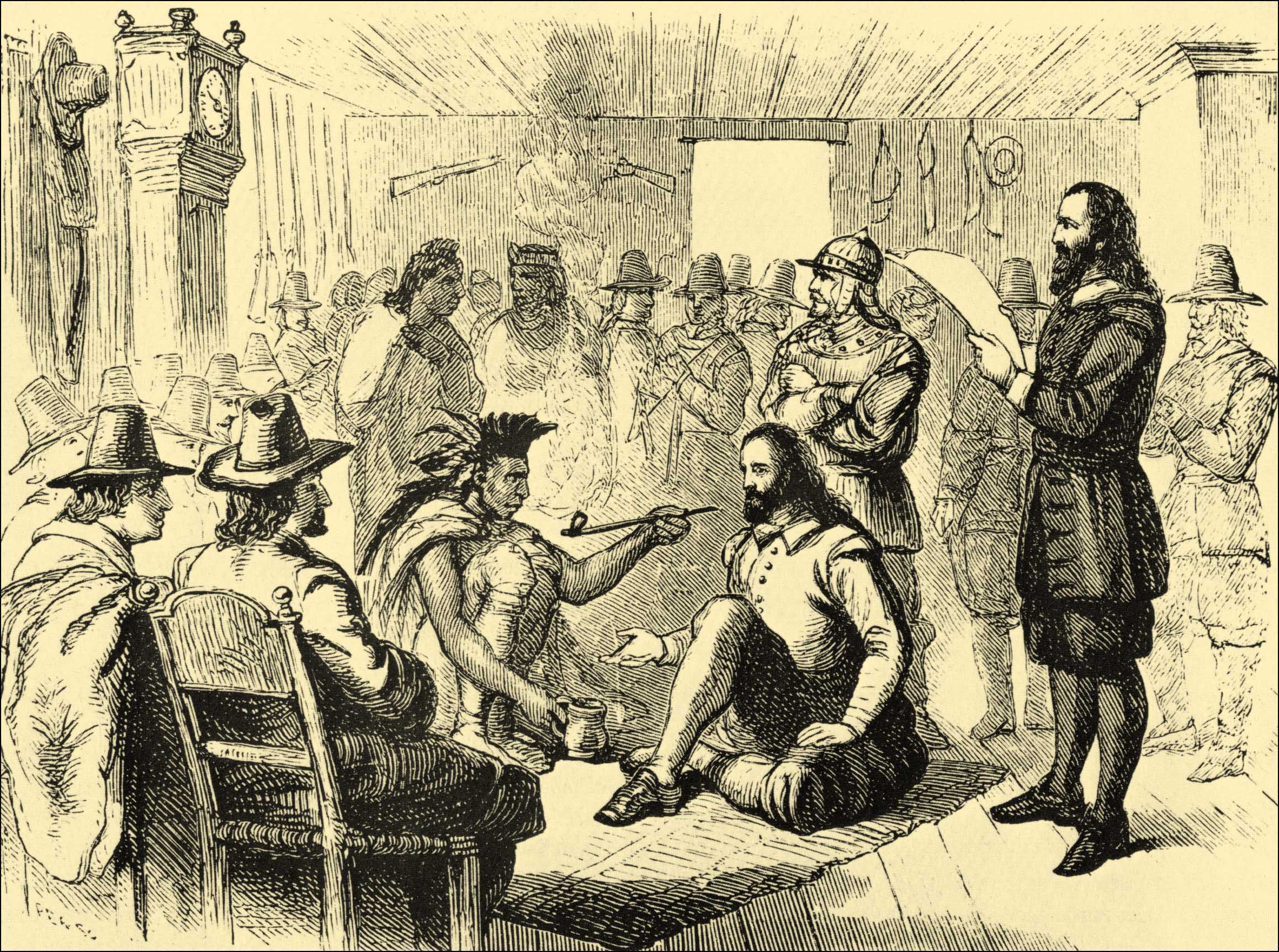
Obrzęd fajki pokoju,
grafika z poł. XIX w.

Fajka odgrywała w wielu kulturach ważną rolę. Stanowiła atrybut i przywilej szamanów lub kapłanów. Palone w fajkach odurzające substancje miały im pomagać w kontakcie ze światem duchów lub stymulować wizje religijne. Powszechnie znany jest symboliczny rytuał palenia fajki pokoju, zwanej kalumetem, praktykowany przez Indian Prerii, także przy zawieraniu układów z białymi.
Fajka wiązana jest również z kulturą morską, żeglarską. Często wizerunek tzw. „wilka morskiego” jest przedstawiany w malarstwie, rysunku czy rzeźbie z nieodłączną fajką w zębach.
Wspólne palenie fajek wodnych, niekiedy z tytoniem z dodatkiem haszyszu, stanowi jedną z ulubionych form rekreacji i spotkań towarzyskich w męskim gronie w krajach islamu. Także do niedawna wspólne palenie fajek w palarniach angielskich klubów stanowiło cenioną przez gentlemanów formę elitarnego relaksu. Tradycja większości krajów wiąże fajkę z mężczyznami.
W dziewiętnastowiecznej Europie palenie tytoniu, często właśnie fajki, przez kobiety stało się symbolem emancypantki. Paliły fajki zwłaszcza sawantki, pisarki, malarki, muzy artystów – m.in. Élisabeth Vigée-Lebrun, Delfina Potocka i George Sand (paląca również cygara).
Fajki obecne są w malarstwie, zwłaszcza w martwej naturze i scenach rodzajowych. Wybitne przykłady fajkowego motywu prezentuje szczególnie malarstwo niderlandzkie, włoskie, hiszpańskie i francuskie XVII – XVIII w.

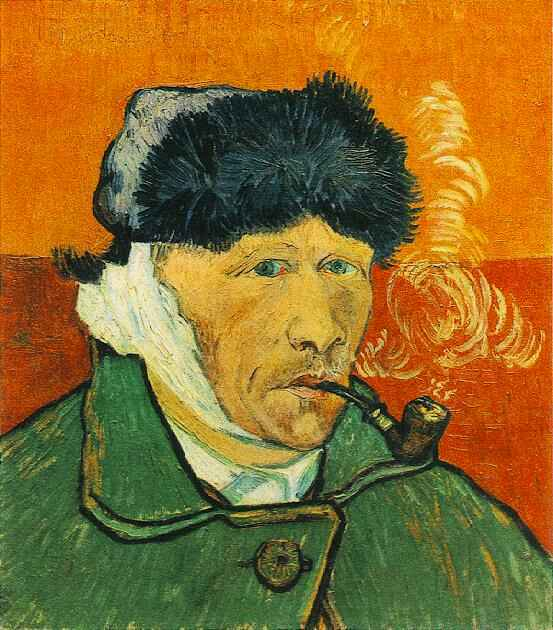
Autoportret van Gogha z fajką

Martwe natury z fajkami tworzyli m.in. Jan Jansz. van de Velde, Willem Claesz Heda i Pieter Claesz. Z późniejszych malarzy znane są fajkowe martwe natury Gustave Courbeta, a także impresjonistów i postimpresjonistów, m.in. Paula Cézanne’a i van Gogha. Fajki występują także w kubizmie, futuryzmie i surrealizmie. Sceny rodzajowe związane z fajką bardzo bogato prezentuje malarstwo i grafika niderlandzka i holenderska (Adriaen van Ostade), angielska (William Hogarth), francuska (Courbet, Vernet) i niemiecka (Carl Spitzweg) XVIII i XIX wieku.

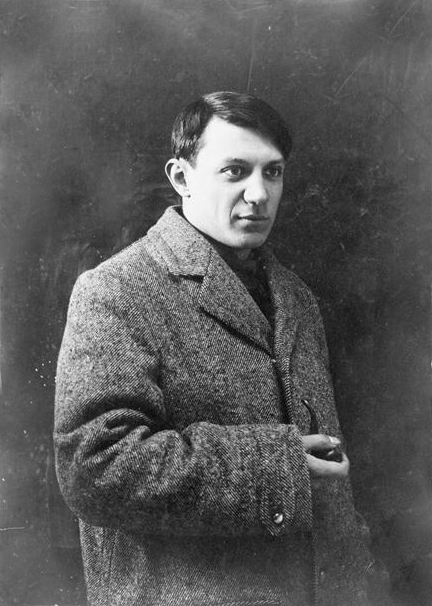
Pablo Picasso z fajką

Albert Einstein z fajką

Fajki występują także w literaturze, stanowiąc często nieodłączny atrybut bohaterów. Bez fajki trudno wyobrazić sobie sławnego detektywa Sherlocka Holmesa z twórczości Arthura Conana Doyle’a lub komisarza Maigreta z powieści kryminalnych Georges’a Simenona. Losy fajek i związanych z nimi ludzi stanowią kanwę opowiadań I. Erenburga ze zbioru Trzynaście fajek.
Szczególną rolę fajce, fajkowemu zielu i sztuce palenia wyznaczył w swych dziełach John Ronald Reuel Tolkien, zwłaszcza w sześcioksięgu Władca Pierścieni. Nie bez znaczenia jest zapewne, że sam Tolkien był zamiłowanym fajczarzem.
Fajki występują też w legendach, baśniach i mitach wielu narodów. W Polsce szczególnie częste są w folklorze podhalańskim, śląskim i kaszubskim. Obecne są w też w poezji, np. A. Mickiewicza – Pani Twardowskiej i Panu Tadeuszu.
Fajka stanowi też atrybut tradycyjnych przedstawień słynnych postaci – księcia Józefa Poniatowskiego, króla Stanisława Leszczyńskiego, hetmana kozackiego Sahajdacznego czy Stalina.

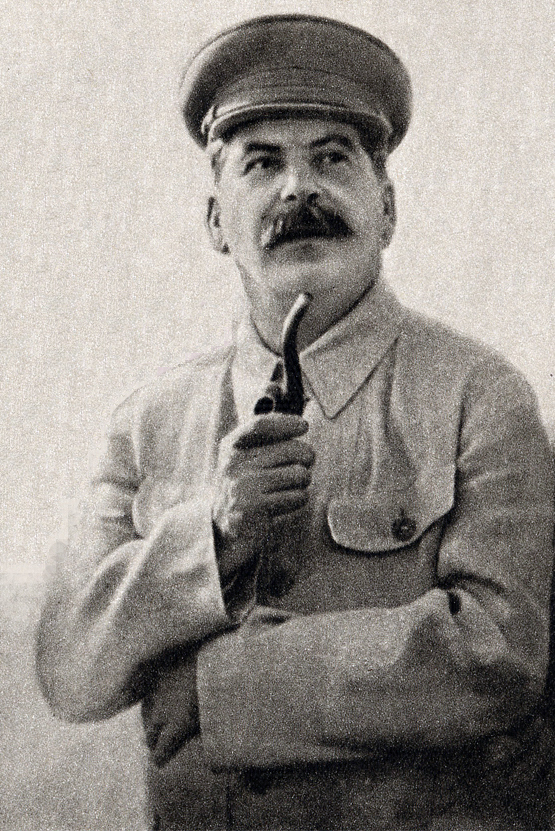
Józef Stalin z fajką

Wybrane dzieła sztuki oraz postacie związane z fajką:
- Zdradliwość obrazów(inne języki) – obraz René Magritte’a
- Palacz fajki w szynku – obraz olejny
- Sherlock Holmes – fikcyjna postać detektywa
- Popeye – fikcyjna postać marynarza z fajką
- postać Rogera Radcliffe’a z filmu 101 dalmatyńczyków (film 1961)
- postać Yūko Ichihary z mangi ×××HOLiC pali japońską fajkę kiseru(inne języki)
- kilkoro postaci z powieści Władca Pierścieni (zob. rośliny Śródziemia)

## Aspekty prawne
Palenie tytoniu i innych substancji, zwłaszcza odurzających, było w historii i jest współcześnie poddawane w różnych krajach ograniczeniom lub zakazom prawnym. Ponieważ do końca XVIII w. palenie fajki było jednym z najpopularniejszych sposobów zażywania tytoniu, przedstawione prawa w znacznej mierze właśnie jej dotyczą. W Europie pierwsze restrykcje dotyczące tytoniu wprowadził Jakub I, nakładając wysokie podatki na handel, a w 1620 ograniczając prawo handlu tytoniem do osób posiadających królewski przywilej. Te prawa utrzymane były przez kolejnych Stuartów i niewiele złagodzone przez rewolucję cromwellowską. Wprowadzenie tych ograniczeń nie przyniosło spodziewanych skutków zmniejszenia liczby palaczy, ale zaowocowało znacznymi wpływami do skarbu państwa. Wzorem Anglii rządy wielu innych krajów zaczęły wprowadzać zyskowne dla państwa monopole tytoniowe.
Palenie tytoniu i zażywanie go pod postacią tabaki i tytoniu do żucia w kościołach zostało obłożone klątwą przez papieża Urbana VIII w 1644, podtrzymaną przez jego kilku następców.
W Rosji car Michał I Romanow po wielkim pożarze Moskwy w 1634 zabronił palenia tytoniu, złapanych na gorącym uczynku skazywano na chłostę. Recydywistom obcinano nosy, przypiekano ogniem, a niepoprawnych wieszano.
Zakazy palenia tytoniu w miejscach publicznych w XVII i XVIII wieku próbowały wprowadzać różne państwa, m.in. Dania, Szwecja, Sycylia, Austria i Holandia. W Szwajcarii do połowy XVIII wieku za palenie tytoniu karano pręgierzem i grzywną.
Szczególnie surowo postępowali z palaczami tytoniu w XVII w. władcy Persji i Turcji. Szach Abbas I Wielki nakazywał obcinać palaczom fajki wargi, sułtan Murad IV niepoprawnym palaczom kazał wbijać w nozdrza cybuchy. Niepoprawnych fajczarzy skazywano często na śmierć.
Restrykcje przeciw palaczom tytoniu wprowadzały także w tym czasie Chiny i Japonia.
W XIX wieku surowość prawa wobec palaczy tytoniu w większości krajów została złagodzona. Dopiero w czasach współczesnych, w związku ze stwierdzoną naukowo szkodliwością palenia, w wielu krajach pojawiają się ograniczenia. Dotyczą one zwłaszcza palenia tytoniu w miejscach publicznych, urzędach, lokalach gastronomicznych, dworcach i przystankach komunikacji miejskiej. Coraz częściej wprowadzany jest, obowiązujący także w Polsce, zakaz sprzedaży wyrobów tytoniowych nieletnim.
Palenie substancji odurzających do XIX w. nie było regulowane prawnie. Jako pierwsze na szkodliwość społeczną uzależnienia od opium zwróciły uwagę Chiny, wprowadzając zakaz importu i palenia tego narkotyku. Presja USA i mocarstw europejskich oraz wojny opiumowe zmusiły chińskie władze do rezygnacji z tych restrykcji.
Palenie opium i haszyszu pozostawało długo poza sferą zainteresowań rządów. Ograniczenia zostały wprowadzone dopiero w końcu XIX wieku. Jeszcze w 1845 w Paryżu powstawały legalne kluby palaczy haszyszu. W 1890 produkcja, import i używanie haszyszu zostały zakazane w Grecji i Turcji. Po I wojnie haszysz stał się zakazany w większości państw europejskich. Obecnie w większości państw świata palenie, a nawet samo posiadanie substancji odurzających i narkotycznych jest karalne, w wielu krajach (Iran, Singapur, Birma) nawet karą śmierci. W niektórych krajach traktowane są łagodniej substancje pochodzące z konopi – haszysz i marihuana. W Holandii ograniczony handel tymi substancjami nie podlega ściganiu, w USA, Wielkiej Brytanii i Niemczech respektowane są zaświadczenia lekarskie pozwalające nabywać je dla celów leczniczych.
W Polsce pierwszym aktem prawnym w tym zakresie była tzw. ustawa przeciwnarkotykowa z 22 czerwca 1923 roku. Zabraniała ona produkcji, handlu, posiadania oraz zażywania w towarzystwie innych osób części substancji psychoaktywnych, w tym opium, marihuany i haszyszu. Znacznie liberalniejsze w stosunku do użytkowników narkotyków przepisy weszły wraz z ustawą z 31 stycznia 1985. Zrezygnowano wtedy z karania za posiadanie narkotyków oraz hodowlę roślin narkotycznych (w tym konopi indyjskich i maku lekarskiego) przeznaczonych do własnego użytku. Hodowla roślin narkotycznych oraz posiadanie znacznych ilości narkotyków stały się znowu karalne po wejściu w życie Ustawy o przeciwdziałaniu narkomanii z 24 kwietnia 1997 roku, natomiast posiadanie małych ilości narkotyków, przeznaczonych do własnego użytku w roku 2001. W ustawie z 29 lipca 2005 r. podtrzymano dotychczasową karalność posiadania środków odurzających lub substancji psychotropowych w zależności od ilości.
Tradycja państw islamskich zezwalała na palenie haszyszu, jednak obecnie niektóre z nich również wprowadziły surowsze prawa, skazujące już za samo posiadanie tego narkotyku na wieloletnie więzienie lub nawet karę śmierci. Pierwsze prawne restrykcje pojawiły się już w roku 1378.

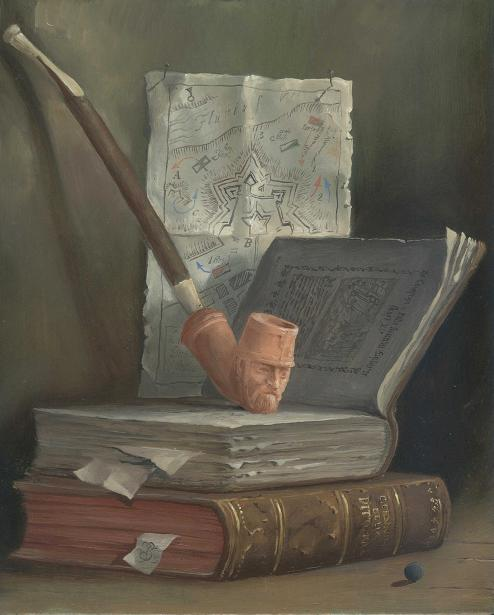
Martwa natura z glinianą fajką

## Marki
Wyrób fajek, zwłaszcza wrzoścowych, choć w dużych firmach w znacznej mierze zmechanizowany, pozostaje wciąż rzemiosłem artystycznym. Ostateczny wygląd nadawany jest główce fajki rękami frezera. Nowe wzory fajek tworzą często wybitni projektanci. Wyroby dobrej firmy znawca fajek potrafi rozpoznać jak amator malarstwa rozpoznaje wartościowy obraz. Fajki są sygnowane nazwiskiem twórcy lub nazwą firmy. Znak firmowy umieszczany jest zwykle na górnej lub bocznej krawędzi ustnika od strony cybucha. Bywają czasem inkrustowane srebrem lub masą perłową. Nazwisko lub nazwa firmy tłoczone są w drewnie cybucha, blisko ustnika, z boku, czasem na dole. Często wytłaczana jest także nazwa surowca, wrzośca, w języku angielskim (briar) lub francuskim (bruyere), niekiedy z oznaczeniem klasy jakości. Niektóre fajki, produkowane w limitowanych seriach, bywają numerowane.
Niektóre marki fajek
- Austria: Bauer, Ostermann;
- Czechy: Koh-i-Noor, Pavel Háp;
- Dania: Kriswill, Larsen, Stanwell;
- Francja: Butz-Choquin, Dr.Plumb, Saint Claude (różne firmy);
- Holandia: Goed Waagens, Gubbels (fajki ceramiczne),Big Ben;
- Irlandia: Peterson;
- Kanada: Brigham Pipe Ltd;
- Niemcy: Oldenkott, Vauen, DESIGN BERLIN,Adventure;
- Polska: wytwórnie przemyskie, m.in. Mr. Bróg, Ryszard Filar, Ryszard Kulpiński, Henryk Worobiec;Antoniewski;
- Rosja: Aleksiej Fiodorow;
- Tanzania: Kiko (fajki z pianki morskiej)
- Stany Zjednoczone: Cooke, Don Lou, Dr. Grabow, S.Johnson;
- Wielka Brytania: BBB (British Best Briar), Dunhill, Falcon, Orlik, Parker
- Włochy: Brebbia, Capitello, Cellini, Le Pipe, Maestro de Paja, Savinelli, Molina;

## Skutki zdrowotne
Powszechnie uważa się fajkę za mniej szkodliwą od papierosów. Związane jest to m.in. z tym, że tytoń fajkowy przez wilgotność i nasycenie substancjami aromatyzującymi i smakowymi spala się w niższej temperaturze niż papierosowy, wytwarzając mniej szkodliwych substancji. Paląc fajkę rzadziej (jeśli w ogóle) wciąga się dym do płuc, ograniczając się zazwyczaj do lekkiego pykania. Zapalenie fajki wymaga pewnych przygotowań, a jej wypalenie trwa dłużej niż papierosa i wymaga względnego spokoju, co ogranicza częstotliwość palenia.
Jednocześnie spotykane są opinie, że palenie fajki może zwiększać prawdopodobieństwo wystąpienia nowotworów jamy ustnej. Długie trzymanie fajki w zębach może skutkować wadami zgryzu i uszkadzaniem zębów.
Producenci od wielu lat proponują wciąż udoskonalane różnego typu filtry do fajek, mające zmniejszyć szkodliwość palenia. Produkowane są filtry typu osadnikowego, fizycznie oczyszczające dym z części szkodliwych składników przez skraplanie lub osadzanie na filtrze (np. filtry bibułkowe, z drewna balsy, metalowe osadniki) oraz filtry oczyszczające dym chemicznie (np. węglowe).
Choroby, które może powodować palenie fajki:
- choroby układu krążenia – choroba niedokrwienna serca, zawał mięśnia sercowego, miażdżyca zarostowa kończyn dolnych
- choroby układu oddechowego – przewlekła obturacyjna choroba płuc (POChP), rozedma płuc, przewlekłe zapalenie oskrzeli, rak płuc, rak języka, rak krtani